# Conde de Rochefort (personaje)
 El Conde de Rochefort es un personaje secundario de las novelas de D'Artagnan, escritas por Alejandro Dumas padre. Se le describe como un hombre de "cuarenta a cuarenta y cinco años" (en 1625) y con una cicatriz de rozadura de bala en la sien.

## EnLos tres mosqueteros
Conocido a lo largo de la obra como "el hombre de Meung", aparece en el primer capítulo de Los tres mosqueteros (1844). Se burla de la jaca de D'Artagnan, a quien le roba la carta de recomendación dirigida al señor de Tréville, causando que D'Artagnan quiera vengarse de él.
Reaparece de vez en cuando a medida que la historia avanza. D'Artagnan a menudo ve a Rochefort e intenta capturarle, pero Rochefort se desvanece sagazmente por las calles de París. D'Artagnan no se reencuentra con él ni conoce su verdadero nombre hasta el final de la novela. Es el conde quien secuestra a Constance Bonacieux, descubriendo que es la mano derecha del cardenal Richelieu junto con Milady de Winter (también conocida como Anne de Breuil, Milady Clarik, y la Condesa de la Feré). Es mandado por el cardenal a escoltar a Milady en algunas de sus misiones. Al final de la novela, Rochefort intenta arrestar a D'Artagnan para llevárselo al cardenal, aunque Richelieu les ordena a los dos ser amigos. En el epílogo Rochefort y D'Artagnan se han batido tres veces (y los tres duelos los ha ganado D'Artagnan),dejan de lado sus diferencias y entablan amistad.

## EnVeinte años después
Rochefort reaparece en la secuela, Veinte años después. Pierde el favor del sucesor de Richelieu, Mazarino, y permanece en la Bastilla durante cinco años. Cuando Mazarino le despacha del servicio por su edad, se une a la Fronda. Al final de la obra se une al motín en contra del retorno de Mazarino. Incapaz de reconocer a su amigo en medio del caos, D'Artagnan mata a su amigo, como le predijo si se batían una cuarta vez.

## En otras obras de ficción
El conde de Rochefort ha sido sujeto de una obra anterior, Mémoires de M.L.C.D.R.(Memorias del señor Conde de Rochefort), escrito en 1687 por Gatien de Courtilz de Sandras, quien también escribió Mémoires de M. d'Artagnan (1700).

## En cine y televisión
Rochefort ha sido interpretado por:
- Ian Keith en ambas versiones de 1935 y 1948 de The Three Musketeers.
- Christopher Lee en Los tres mosqueteros y sus secuelas Los cuatro mosqueteros y El retorno de los mosqueteros.
- Michael Wincott  en Los tres mosqueteros (1993).
- David Schofield en The Musketeer (2001).
- Mads Mikkelsen en The Three Musketeers (2011).
- Marc Warren en la serie de televisión de BBC The Musketeers.

Las encarnaciones cinematográficas tienden a representar a Rochefort como un personaje mucho más oscuro que el del libro, profundizando un poco más su rol en la trama. Igualmente, el personaje del Conde de Wardes —otro emisario del Cardenal Richelieu y amante de Milady de Winter— tiende a fundirse con el de Rochefort.
En Los cuatro mosqueteros (1974) D'Artagnan aparentemente mata en duelo a Rochefort, quien, sin embargo, aparece vivo en la secuela El regreso de los mosqueteros (1989), solo para morir definitivamente producto de una explosión de pólvora destinada a los mosqueteros (y parcialmente activada por ellos). El personaje, interpretado en tres ocasiones por Christopher Lee, era tuerto y llevaba un parche en el ojo, patrón que se ha repetido en las posteriores adaptaciones cinematográficas y televisivas de la obra, mostrándolo como un antagonista mucho más siniestro que el retratado por Dumas: Wincott —cuya versión de Rochefort lo revela como traidor a los mosqueteros y asesino del padre de D'Artagnan—, Mikkelsen y (eventualmente) Warren conservaron el parche en sus representaciones, al igual que la versión de anime de la novela.
El personaje de Rochefort interpretado por Schofield en El mosquetero (2001) no es tuerto, aunque juega un papel menor como secuaz de Richelieu, mientras que Febre —personaje creado para la película, interpretado por Tim Roth— es el villano principal y es quien usa el parche en el ojo.
Una adaptación fiel al personaje original es el Rochefort de D'Artacán y los tres mosqueperros (1981), quien sólo tiene una cicatriz (aunque en la frente en lugar de la mejilla). A lo largo de la serie, el personaje principal a menudo lo llama «Bigote negro» y termina por reconocerlo como un digno rival.